# Reg Lewis (Schauspieler)
Reg Lewis (* 23. Januar 1936 in Niles, Kalifornien; † 11. Februar 2021 in Los Angeles, Kalifornien) war ein US-amerikanischer Bodybuilder, der in einigen Filmen spielte.

## Werdegang
Als Teenager begann Lewis mit dem Bodybuilden und wurde schon mit 18 Jahren von Mae West entdeckt, die ihn (neben Gordon Mitchell, Dan Vadis und Mickey Hargitay) mit auf Tournee nahm. Bis zu ihrem letzten Film, Sextette (1978), in dem er auch eine Rolle spielte, war Lewis oft der Begleiter von West bei offiziellen Anlässen. Zahlreiche Titel wurden von ihm gewonnen, so Junior Mr. Olympics (1953), Mr. Olympics (1956), Mr. Pacific Coast (1956), Mr. Physical Fitness (1956), Mr. Universe Professional Class (1957), Mr. America (1963), Natural America Masters Overall (1982) und Mr. America Over Forty (1983).
Im Zuge der Welle von mythologischen Filmen drehte auch Lewis einen Film in Italien, Germanicus in der Unterwelt, und spielte ein Monster in der Hollywood-Komödie Die nackten Tatsachen (1967).

## Filmografie
- 1960: The Red Skelton Show (Fernsehreihe, Episode „Goodness Had Nothing to Do with It“)
- 1962: Germanicus in der Unterwelt (Maciste contro i mostri)
- 1964: Mein Zimmer wird zum Harem (The Brass Bottle)
- 1967: Die nackten Tatsachen (Don't Make Waves)
- 1977: Sextette